# فرانک اوفارل
فرانسیس اوفارل (به انگلیسی: Francis O'Farrell)؛ زادهٔ ۹ اکتبر ۱۹۲۷ – ۶ مارس ۲۰۲۲) بازیکن سابق فوتبال و مربی ایرلندی بود. فرانک اوفارل با باشگاه فوتبال منچستر یونایتد ۱۹ برد، ۱۰ مساوی و ۱۳ شکست کسب کرد و مقامی بهتر از هشتمی لیگ با یونایتد به دست نیاورد.
در سال ۱۳۵۳ تیم ملی فوتبال ایران با مربی‌گری او به قهرمانی بازی‌های آسیایی ۱۹۷۴ رسید. فرانک اوفارل تنها مربی فوتبال ایرلند تا به امروز است که موفق شده یک جام بین‌المللی ببرد.

## زندگی حرفه‌ای
فرانک اوفارل در تیم‌هایی چون وستهام یونایتد و پرستون نورث اند و ۹ بار برای تیم ملی فوتبال جمهوری ایرلند بازی کرده بود.
فرانک اوفارل مربیگری را از باشگاه فوتبال تورکی یونایتد آغاز کرد و در سال ۱۹۶۸ به لستر سیتی پیوست. این تیم با مربی‌گری او به فینال جام حذفی فوتبال انگلستان در سال ۱۹۶۹ رساند و در سال ۱۹۷۱ هم قهرمان لیگ دسته دوم فوتبال انگلستان شد. مت بازبی پیش از خروج از منچستر یونایتد در سال ۱۹۷۱ فرانک اوفارل را به عنوان جانشین خودش در این تیم انتخاب کرد. اما اوفارل عملکرد خوبی نداشت و با وجود بازیکنانی مانند بابی چارلتون، جرج بست، و دنیس لا تیم نتیجه خوبی نگرفت و پس از ۱۸ ماه از این تیم اخراج شد.
مجموعه‌ای از عوامل از جمله روابط گرم سیاسی ایران و بریتانیا در آن زمان، کیفیت بالای فوتبال بریتانیا، الگوبرداری ساختار بسیاری از باشگاه‌های نوپای فوتبال ایران از نمونه‌های بریتانیایی و آشنایی بیشتر کادر فنی و اداری با زبان انگلیسی باعث شدند تا فدراسیون فوتبال ایران به دنبال مربی بریتانیایی بگردد.
مسئولان فدراسیون فوتبال ایران به دنبال برایان کلاف بودند. اما دریافتند که وی به دنبال بازارگرمی برای کار خود است. از سوی دیگر، سفیر وقت بریتانیا در ایران که از پیشینه کلاف در فوتبال بریتانیا و دردسرهای او خبر داشت در گفتگو با کامبیز آتابای توصیه می‌کند به دنبال اوفارل برود. فرانک اوفارل پس از مسافرت به ایران خیلی سریع با فدراسیون به توافق رسید. در مدتی که او به همراه خانواده‌اش در ایران زندگی می‌کرد تأکید زیادی بر تحصیل دو دخترش در مدرسه مسیحی داشت.
فرانک اوفارل از ۱۳۵۳ تا ۱۳۵۵ مربی تیم ملی ایران بود و ایران با او در بازی‌های آسیایی ۱۹۷۴ تهران قهرمان شد. ایران با قهرمانی در آن مسابقات به بازی‌های المپیک تابستانی ۱۹۷۶ مونترآل راه یافت که آخرین حضور فوتبال ایران در المپیک تا امروز است. فرانک اوفارل لحظه قهرمانی در ورزشگاه آزادی را از شیرین‌ترین خاطرات زندگیش می‌دانست.
فرانک اوفارل پس از بازگشت از ایران به بریتانیا در دو مقطع مربی تورکی یونایتد شد اما هرگز نتوانست نتایج با تیم ملی ایران (پیروزی در دو سوم مسابقه‌ها) را تکرار کند.

## درگذشت
اوفارل در ۶ مارس ۲۰۲۲ در سن ۹۴ سالگی درگذشت.